# دهستان دره‌صیدی
دره‌صیدی یکی از دهستانهای بخش مرکزی شهرستان بروجرد است که در شرق این شهرستان قرار دارد. دره‌صیدی منطقه‌ای کوهستانی است که ارتفاع متوسط آن دست کم دو هزار متر است. این ناحیه، بر روی پیشکوه‌های داخلی زاگرس قرار گرفته و بیشتر آن را تپه‌های کم ارتفاع پوشانده‌است.
نام این دهستان برگرفته از روستای دره صیدی است که در ده کیلومتری شرق شهر بروجرد قرار گرفته‌است. روستای دهگاه نیز از دیگر روستاهای مهم این منطقه‌است و نام این دو روستای همسایه اکثراً با هم به صورت «دهگاه دره صیدی» ذکر می‌شود.
دهستان دره صیدی دارای باغ‌های میوه فراوان است و کشت گندم و جو دیم در آن رواج دارد. انگور و انواع آلوها میوه‌های اصلی منطقه‌است. پرورش بز و گوسفند نیز با توجه به مراتع وسیع منطقه از رونق زیادی برخوردار است. اما در مجموع این منطقه به علت کوهستانی بودن، فاقد رودخانه‌های تمام فصل است و بیشتر روستاهای آن از کمبود آب در تابستان رنج می‌برند.
آرامگاه‌ها و زیارتگاه‌های متعددی در روستاهای بخش دره صیدی دیده می‌شود.

## جمعیت
بنابر سرشماری مرکز آمار ایران، جمعیت دهستان دره صیدی در سال ۱۳۸۵ برابر با ۵۰۷۳ نفر بوده‌است که از این میان ۲۵۹۳ نفر مرد و بقیه زن بوده‌اند. این دهستان ۱۲۷۷ خانوار دارد.